# Attila Szalai
Attila Szalai (Budapest, 20 de enero de 1998) es un futbolista húngaro que juega de defensa en el Kasımpaşa S. K. de la Superliga de Turquía.

## Selección nacional
Fue internacional sub-16, sub-17, sub-19 y sub-21 con la selección de fútbol de Hungría, antes de convertirse en internacional absoluto el 15 de noviembre de 2019, en un partido amistoso frente a la selección de fútbol de Uruguay.

### Participaciones en Eurocopas
| Copa          | Sede     | Resultado    | Partidos | Goles |
| ------------- | -------- | ------------ | -------- | ----- |
| Eurocopa 2020 | Europa   | Primera fase | 3        | 0     |
| Eurocopa 2024 | Alemania | Primera fase | 2        | 0     |

## Clubes
| Club                       | País     | Año       |
| -------------------------- | -------- | --------- |
| Rapid de Viena II          | Austria  | 2015-2017 |
| Mezőkövesd-Zsóry SE        | Hungría  | 2017-2019 |
| Apollon Limassol           | Chipre   | 2019-2021 |
| Fenerbahçe S. K.           | Turquía  | 2021-2023 |
| TSG 1899 Hoffenheim        | Alemania | 2023-     |
| S. C. Friburgo (cedido)    | Alemania | 2024      |
| Standard de Lieja (cedido) | Bélgica  | 2025      |
| Kasımpaşa S. K. (cedido)   | Turquía  | 2025-     |

## Palmarés

### Títulos nacionales
| Título          | Club             | País    | Año  |
| --------------- | ---------------- | ------- | ---- |
| Copa de Turquía | Fenerbahçe S. K. | Turquía | 2023 |